# Brigata XXVIII marzo
La Brigata XXVIII marzo è stato un gruppo terroristico di estrema sinistra formato a Milano nel maggio del 1980.

## Storia
Il nome fu scelto per ricordare un sanguinoso scontro armato del 28 marzo di quell'anno: i carabinieri del nucleo operativo di Genova fecero irruzione in un covo delle Brigate Rosse e, dopo un conflitto a fuoco, uccisero i quattro brigatisti che occupavano l'appartamento. L'avvenimento destò grande sensazione nella sinistra extra-parlamentare ed infatti la Brigata XXVIII marzo si proponeva di entrare in contatto, tramite la lotta armata, proprio con le BR. Le modalità dell'irruzione e l'esatta dinamica dei fatti rimasero non del tutto chiari e suscitarono polemiche, facendo sorgere dubbi sull'operato dei carabinieri e sull'effettiva necessità di uccidere tutti i brigatisti sorpresi nell'appartamento.
Il suo leader fu Marco Barbone, uno studente milanese, ed il gruppo era formato da persone provenienti da altre formazioni come:
- Brigate Comuniste
- Formazioni Comuniste Combattenti
- Guerriglia Rossa
- Unità Comuniste Combattenti.

Oggetto della attività terroristica fu il mondo dei media, soprattutto i giornalisti della carta stampata. Nel maggio del 1980 a Milano ci fu il ferimento di Guido Passalacqua, giornalista di Repubblica e l'omicidio di Walter Tobagi del Corriere della Sera. Tobagi era uno dei più importanti giornalisti del momento e presidente dell'Associazione Lombarda dei Giornalisti; dalle colonne del quotidiano milanese aveva spesso analizzato in maniera fortemente critica gli anni di piombo in Italia.
Nell'ottobre del 1980 Barbone fu arrestato e la sua collaborazione con le forze dell'ordine portò all'arresto dei membri del gruppo. Grazie alla legge sui pentiti, e tra lo stupore e l'indignazione generale, poté uscire di prigione subito dopo il processo e godere di una nuova vita e identità. Il Pm Armando Spataro, che condusse l'indagine, disse: "[la legge sui pentiti] è una legge votata dal Parlamento, che ha salvato decine di vite umane, azzerando il terrorismo".
La Brigata XXVIII marzo ha operato solo in Lombardia e per la sua attività sono state inquisite 19 persone.